# Hemerobius azoricus
Hemerobius azoricus är en insektsart som beskrevs av Bo Tjeder 1948. Hemerobius azoricus ingår i släktet Hemerobius och familjen florsländor. Inga underarter finns listade i Catalogue of Life.